# Scottish Sports Hall of Fame
Die Scottish Sports Hall of Fame wurde 2002 vom Verband SportScotland eingerichtet.
Gründungspaten der Institution waren Prinzessin Anne, der damalige First Minister von Schottland Jack McConnell und der Motorsportler Jackie Stewart.
In regelmäßigen Abständen werden neue schottische Sportlerinnen und Sportler in die Hall of Fame aufgenommen, die von jedermann vorgeschlagen werden können. Ein Gremium von Sportexperten aus verschiedenen Disziplinen entscheidet über die Aufnahme. Die Hall of Fame existiert nur virtuell, Erinnerungsstücke der Sportler sind im National Museum of Scotland in Edinburgh ausgestellt.

## Mitglieder

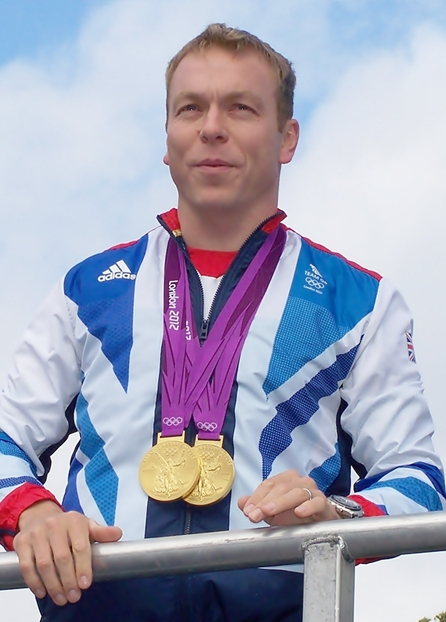
Der mehrfache Olympiasieger im Bahnradsport Chris Hoy (2012)

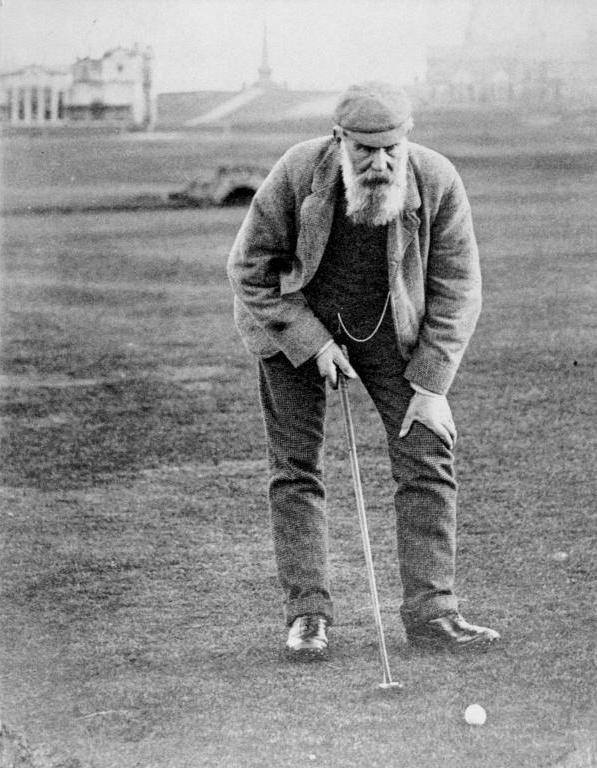
Der Golfspieler Old Tom Morris (1905)

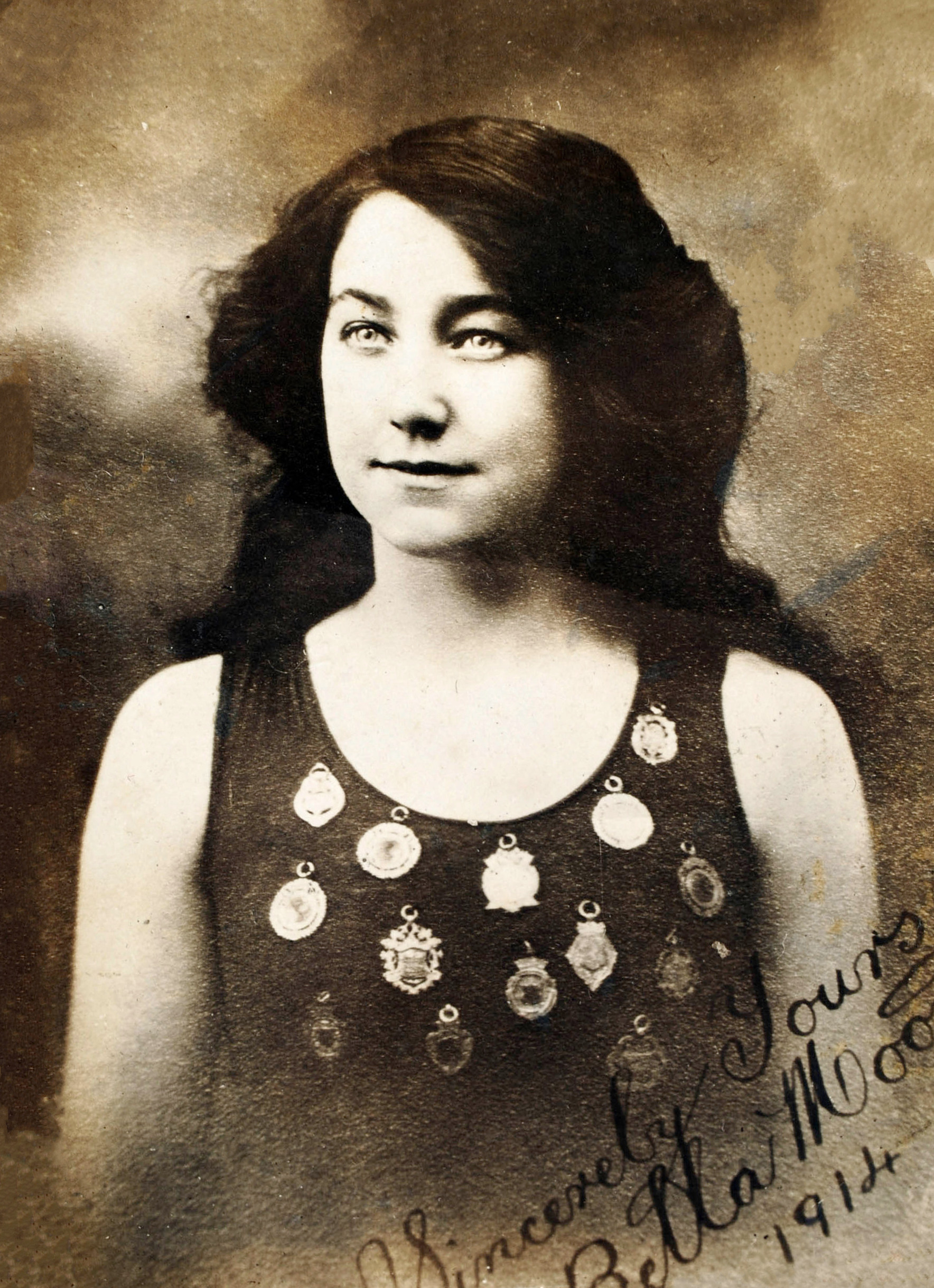
Die Schwimmerin Belle Moore, die 1912 bei den Spielen Gold gewann

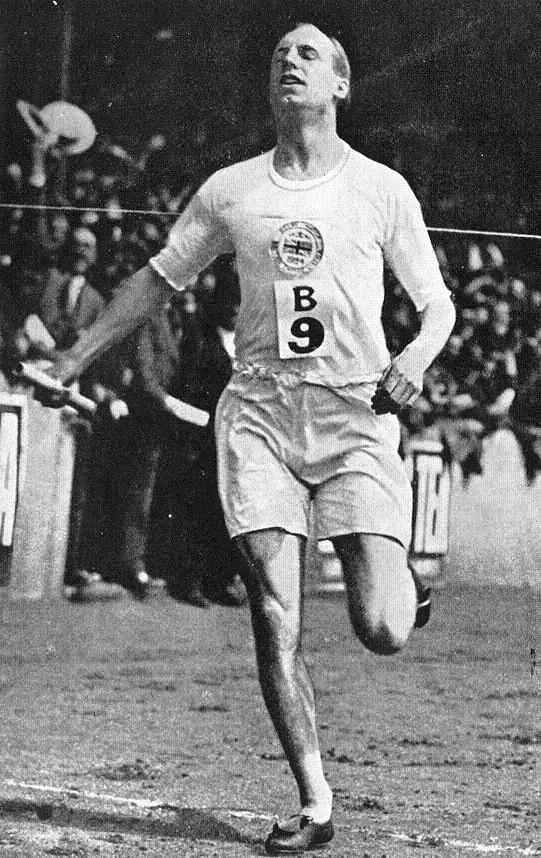
Eric Liddell bei den Olympischen Spielen 1924

### Seit 2015
- Kenny Cairns (* 1957) – Schwimmen
- Chris Hoy (* 1976) – Radsport
- Ian McGeechan (* 1946) – Rugby
- Shirley McIntosh (* 1965) – Schießsport
- Shirley Robertson (* 1968) – Segeln

### Seit 2012
- Willie Anderson (1879–1910) – Golf
- Archie Gemmill (* 1947) – Fußball
- Rhona Martin (* 1966) – Curling
- Margaret McEleny (* 1965) – Schwimmen
- Belle Moore (1894–1975) – Schwimmen
- Ken Scotland (1936–2023) – Rugby

### Seit 2010
- Richard Corsie (* 1966) – Bowls
- Steve Hislop (1962–2003) – Motorradsport
- Kenneth Grant McLeod (1888–1967) – Cricket, Rugby, Fußball, Golf, Leichtathletik
- Graeme Obree (* 1965) – Radsport
- Graeme Randall (* 1975) – Judo
- Ian Stark (* 1954) – Springreiten

### Seit 2008
- Catherine Gibson (1931–2013) – Schwimmen
- Colin McRae (1968–2007) – Automobilsport
- Isabel Newstead (1955–2007) – Schwimmen, Leichtathletik, Schießen
- David Sole (* 1962) – Rugby

### Seit 2007
- Bill Anderson (1937–2019) – Highland Games
- George Cornet (1877–1952) – Wasserball
- William Kinnear (1880–1974) – Rudern
- Ally McCoist (* 1962) – Fußball
- Yvonne Murray (* 1964) – Leichtathletik
- Rose Reilly (* 1955) – Fußball
- Lachie Stewart (1943–2025) – Leichtathletik
- Willie Wood (* 1938) –  Bowls

### Seit 2004
- Douglas Elliot (1923–2005) – Rugby
- Sandy Lyle (* 1958) – Golf
- Liz McColgan (* 1964) – Leichtathletik
- Jimmy McGrory (1904–1982) – Fußball
- Arthur James Robinson (1879–1957) – Leichtathletik

### Seit 2003
- Finlay Calder (* 1957) – Rugby
- Elenor Gordon (1933–2014) – Schwimmen
- Jimmie Guthrie (1897–1937) – Motorradsport
- Wyndham Halswelle (1882–1915) – Leichtathletik
- Helen Elliot (1927–2013) – Tischtennis
- George Kerr (* 1937) – Judo
- Hamish MacInnes (1930–2020) – Bergsteigen
- George McNeill (* 1947) – Leichtathletik
- John McNiven (1935–2024) – Gewichtheben
- Robert Millar (Philippa York) (* 1958) – Radsport
- „Old“ Tom Morris (1821–1908) – Golf
- Gordon Smith (1924–2004) – Fußball
- Bobby Thomson (1923–2010) – Baseball
- Jessie Valentine (1915–2006) – Golf

### Seit 2002
- Louise Aitken-Walker (* 1960) – Automobilsport
- Alister Allan (* 1944) – Schießsport
- Robert Barclay Allardice (1779–1854) – Gehen
- Tommy Armour (1895–1968) – Golf
- Leslie Balfour-Melville (1854–1937) – Cricket, Rugby, Tennis, Golf
- Jim Baxter (1939–2001) – Fußball
- Ian Black (* 1941) – Schwimmen
- Chay Blyth (* 1940) – Segeln
- James Braid (1870–1950) – Golf
- Billy Bremner (1942–1997) – Fußball
- Ken Buchanan (1945–2023) – Boxen
- Matt Busby (1909–1994) – Fußball
- Willie Carson (* 1942) – Pferderennen
- John Cattanach (1885–1915) – Shinty
- Jim Clark (1936–1968) – Automobilsport
- Kenny Dalglish (* 1951) – Fußball
- Mike Denness (1940–2013) – Cricket
- Donald Dinnie (1837–1916) – Leichtathletik
- Launceston Elliot (1874–1930) – Gewichtheben, Ringen
- John Greig (* 1942) – Fußball
- Gavin Hastings (* 1962) – Rugby
- Dougal Haston (1940–1977) – Bergsteigen
- Peter Heatly (1924–2015) – Wasserspringen
- Andy Irvine (* 1951) – Rugby
- Jimmy Johnstone (1944–2006) – Fußball
- Ellen King (1909–1994) – Schwimmen
- Denis Law (1940–2025) – Fußball
- Eric Liddell (1902–1945) – Leichtathletik
- Benny Lynch (1913–1946) – Boxen
- Phil Macpherson (1903–1981) – Rugby
- Walter McGowan (1942–2016) – Boxen
- Robert McGregor (* 1944) – Schwimmen
- Bob McIntyre (1928–1962) – Motorradsport
- Billy McNeill (1940–2019) – Fußball
- Richard McTaggart (1935–2025) – Boxen
- „Young“ Tom Morris (1851–1875) – Golf
- Mark Coxon Morrison (1878–1945) – Rugby
- Jackie Paterson (1920–1966) – Boxen
- Nancy Riach (1927–1947) – Schwimmen
- Belle Robertson (* 1936) – Golf
- Bill Shankly (1913–1981) – Fußball
- Robert Wilson Shaw (1913–1979) – Rugby
- Winnie Shaw (1947–1992) – Tennis
- Jock Stein (1922–1985) – Fußball
- Ian Stewart (* 1949) – Leichtathletik
- Jackie Stewart (* 1939) – Automobilsport
- Jim Watt (* 1948) – Boxen
- Allan Wells (* 1952) – Leichtathletik
- David Wilkie (1954–2024) – Schwimmen